# Christian Maggio
Christian Maggio (Montecchio Maggiore, 11 febbraio 1982) è un allenatore di calcio ed ex calciatore italiano, di ruolo difensore, tecnico in seconda della nazionale under 19 italiana.
Con la nazionale italiana è stato vicecampione d'Europa a Polonia-Ucraina 2012.

## Caratteristiche tecniche
Maggio nacque come esterno di centrocampo, capace di incursioni in area avversaria che molto spesso lo portavano al gol. Poteva ricoprire anche i ruoli di terzino destro e, all'occorrenza, di ala.

## Carriera

### Giocatore

#### Club

##### Gli inizi, Vicenza
Cresciuto nelle giovanili del Montecchio Maggiore, passò successivamente al Vicenza, dove debutta in prima squadra in Serie A nella stagione 2000-2001 sotto la guida di Edy Reja giocando 6 partite e mettendo in mostra buone qualità. Gioca la sua prima partita nella massima serie il 1º ottobre 2000, entrando al 37' del secondo tempo nella sfida in trasferta persa per 2-0 contro il Milan.
Con la retrocessione in Serie B della squadra veneta il giovane Maggio trova maggior spazio in prima squadra, difatti gioca 27 partite mettendo a segno un gol in occasione di un Vicenza - Napoli 2-1. La stagione successiva, però, gioca solo 5 partite.

##### Fiorentina e prestito al Treviso
Nel luglio del 2003 passa in prestito dal Vicenza alla Fiorentina, sempre in Serie B. Esordisce con la maglia viola nella seconda giornata di campionato in Pescara-Fiorentina (0-0). Il 20 novembre realizza il suo primo gol con la maglia viola, quello del definitivo 3-1 in Fiorentina-Avellino. Dopo aver collezionato 40 presenze, in virtù del buon rendimento offerto, il difensore viene acquistato a titolo definitivo dalla società viola. Nella stagione 2004-2005 totalizza 13 presenze e un gol in Serie A con la squadra viola, coinvolta nella lotta per non retrocedere. Ripresosi da un infortunio a un ginocchio, nella prima parte della stagione 2005-2006 gioca appena 3 partite.
Non trovando spazio nella Fiorentina, il 15 gennaio 2006 viene ceduto in prestito al Treviso, sempre in Serie A, dove colleziona 11 presenze nella parte finale della stagione, con la squadra veneta già quasi retrocessa aritmeticamente in Serie B.

##### Sampdoria

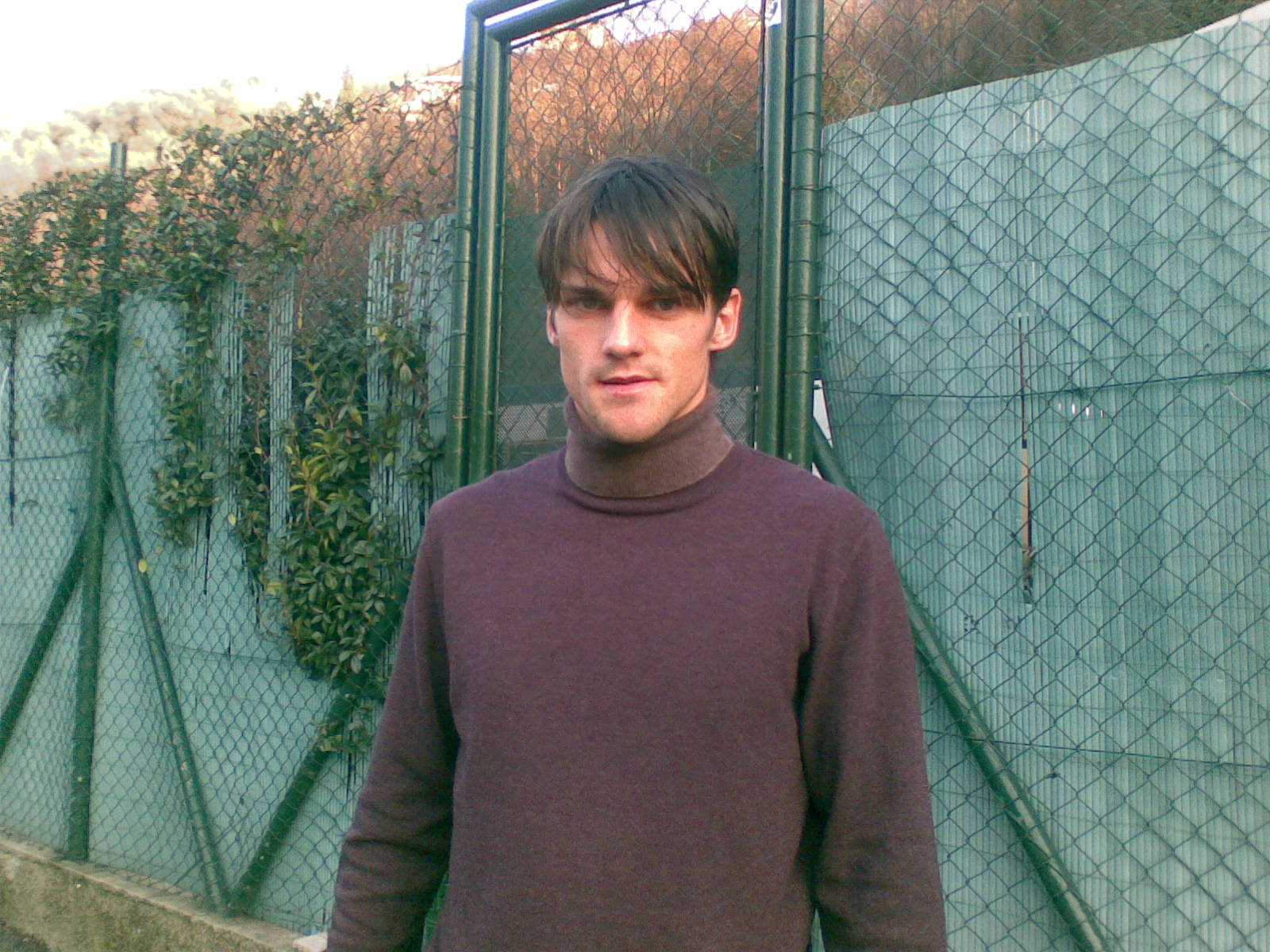
Maggio ai tempi della Sampdoria

Il 4 luglio 2006 passa alla Sampdoria in prestito con diritto di riscatto della metà. Esordisce con la maglia blucerchiata il 16 settembre 2006, disputando da titolare la seconda giornata di campionato Inter-Sampdoria (1-1). Successivamente rimane a riposo per venti giorni a causa di un'infrazione al terzo dito del piede destro. L'11 febbraio 2007 realizza il suo primo gol con la maglia della Sampdoria, quello del momentaneo 1-0 in Sampdoria-Ascoli (2-0). Il 2 luglio 2007 il club blucerchiato riscatta la comproprietà del cartellino del calciatore.
Nella stagione 2007-2008 si ritaglia a suon di ottime prestazioni un ruolo da titolare come esterno di destra nel 3-5-2 di Mazzarri. La nuova disposizione tattica gli consente di trovarsi spesso in zona gol. Il 28 luglio 2007, entrato dalla panchina all'inizio del secondo tempo, realizza al 92' il gol del definitivo 1-0 in Sampdoria-Černo More, 3º turno di ritorno della Coppa Intertoto 2007. La vittoria sancisce la qualificazione dei blucerchiati al preliminare di Coppa UEFA 2007-2008. Il 30 agosto 2007 esordisce in Coppa UEFA, disputando dal primo minuto la gara di andata contro l'Hajduk Spalato. Il 4 novembre realizza il suo primo gol stagionale, quello del definitivo 0-3 in Cagliari-Sampdoria. Il 17 febbraio 2008 realizza, su assist di Cassano, il gol del definitivo 0-1 nel derby della Lanterna, decisivo nella vittoria della Sampdoria. Conclude la stagione con 9 reti stagionali, il suo record personale: unico altro gol degno di nota è quello realizzato contro il Palermo, che permette ai blucerchiati di qualificarsi per la Coppa UEFA.

##### Napoli

###### 2008-2011
L'11 giugno 2008 Christian Maggio viene acquistato dal Napoli per 8 milioni di euro. Confermato nel ruolo di esterno destro di centrocampo nel 3-5-2 di Edy Reja, l'allenatore che lo aveva fatto esordire nel Vicenza, esordisce con i partenopei il 20 luglio 2008 nella partita contro il Panionios, valida per l'andata del terzo turno della Coppa Intertoto. Il 31 agosto, alla prima giornata di Serie A, esordisce in campionato con la maglia del Napoli nel match pareggiato 1-1 contro la Roma. Nella giornata successiva, il 14 settembre 2008 contro la Fiorentina, realizza il suo primo gol con la maglia del Napoli, quello del definitivo 2-1 in favore dei partenopei., mentre quattro giorni dopo, il 18 settembre, realizza il suo primo gol in Coppa UEFA e nelle coppe europee, quello del momentaneo 3-1 in Napoli-Benfica (3-2). Seguirà un altro gol decisivo contro il Catania (1-0, 11 gennaio 2009) L'8 marzo 2009, nella partita contro la Lazio, rimedia una lesione al legamento crociato anteriore del ginocchio destro e la sua prima stagione azzurra si chiude anzitempo.
Nella stagione 2009-2010, recuperato dall'infortunio, trova il primo gol stagionale il 16 agosto contro la Salernitana, nel 3º turno di Coppa Italia. Il primo gol in campionato arriva il 18 ottobre, all'ottava giornata contro il Bologna, siglando il definitivo 2-1 in favore degli azzurri. Nel turno successivo realizza all'88º minuto il gol che regala al Napoli il successo in casa della Fiorentina, interrompendo un digiuno di vittorie esterne della squadra partenopea che durava da un anno esatto. Il 24 gennaio, con un tiro al volo a pochi metri dalla linea di fondo campo, realizza il momentaneo 0-1 in Livorno-Napoli (0-2), rete simile nella dinamica a quella realizzata dall'attaccante olandese van Basten nella finale del campionato d'Europa 1988 contro l'URSS. Si conferma tra i più positivi della formazione partenopea, chiusa con 36 presenze e 6 gol tra campionato e coppe.
Nella stagione 2010-2011 esordisce in Europa League, giocando il play-off di andata contro l'Elfsborg. Il 21 novembre 2010 segna il suo primo gol stagionale contro il Bologna con uno stacco di testa su corner di Lavezzi. Il 6 dicembre, nel corso del derby delle due Sicilie tra Napoli-Palermo, realizza al 5' di recupero il gol vittoria che permette ai partenopei di portarsi al terzo posto in classifica e agganciare la Juventus. Il 22 maggio 2011 realizza il gol del momentaneo 0-1 in Juventus-Napoli (2-2) che permette ai partenopei di consolidare il terzo posto in classifica e la conseguente qualificazione diretta in Champions League.

###### 2011-2015

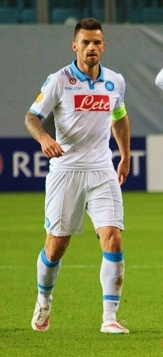
Maggio in azione da capitano del Napoli nella trasferta di UEFA Europa League 2014-2015 contro la

Nella stagione 2011-2012 esordisce in Champions League il 14 settembre 2011, partendo dal primo minuto nella partita in trasferta pareggiata 1-1 contro il Manchester City; in questa partita, intuendo un passaggio di Barry, si invola in contropiede e serve coi tempi giusti l'assist a Cavani per il rasoterra dello 0-1. Il 1º ottobre realizza il primo gol stagionale, quello del momentaneo 0-2 in Inter-Napoli (0-3), risultato che permette agli azzurri di tornare a battere al Meazza i nerazzurri dopo diciassette anni. Il 23 gennaio 2012 viene inserito nella miglior formazione del 2011 del Gran Galà del calcio AIC. Il 20 maggio 2012 vince da titolare la finale di Coppa Italia contro la Juventus, aggiudicandosi così il primo trofeo in carriera.
L'esordio nella stagione 2012-2013 arriva l'11 agosto in occasione della sconfitta per 4-2 nella Supercoppa italiana 2012 contro la Juventus, gara in cui è autore dell'autogol del momentaneo 3-2 in favore dei bianconeri. Il 26 dello stesso mese realizza la sua prima rete in campionato in Palermo-Napoli (0-3). Il 7 ottobre 2012, dopo la sostituzione di Hamsik, indossa per la prima volta la fascia di capitano del Napoli nella sfida interna vinta per 2-1 a discapito dell'Udinese. Il 27 gennaio 2013, per il secondo anno consecutivo, viene inserito nella miglior formazione del 2012 del Gran Galà del calcio AIC. Con 35 presenze e 4 gol tra campionato e coppe è uno dei protagonisti dell'annata azzurra, conclusasi con la conquista del secondo posto e con la conseguente qualificazione diretta in Champions League.
Nella stagione 2013-2014 viene impiegato dal nuovo tecnico Benítez come terzino destro. Il 7 dicembre 2013, in occasione della sfida di campionato contro l'Udinese (3-3), raggiunge quota 200 presenze con la maglia azzurra, venendo premiato con una maglia celebrativa prima dell'inizio della partita. Il 22 dicembre si è sottoposto a un intervento in artroscopia al ginocchio destro per regolarizzare il menisco. Ritorna dopo la sosta e il 27 gennaio 2013, per il secondo anno consecutivo, viene inserito nella miglior formazione del 2012 del Gran Galà del calcio AIC. Il 14 marzo viene ricoverato per un problema a un polmone e ritorna in gruppo solo alla fine del mese di aprile. Il 3 maggio seguente vince la seconda Coppa Italia contro la Fiorentina, senza però scendere in campo in finale.
Nella stagione 2014-2015 viene riconfermato titolare e conquista la Supercoppa italiana 2014 ai danni della Juventus, giocando titolare l'intera partita. Il 7 maggio 2015, giocando la semifinale di andata di Europa League contro il Dnipro, raggiunge quota 259 presenze in maglia azzurra, eguagliando così Maradona. Il 14 maggio, giocando la semifinale di ritorno contro il Dnipro, raggiunge le 260 presenze in maglia azzurra, superando così Maradona, e diventa il secondo giocatore della storia del Napoli con più presenze nelle competizioni UEFA alle spalle di Hamsik.

###### 2015-2028
All'inizio della stagione 2015-2016 è titolare della difesa a quattro del nuovo tecnico Sarri, ma dopo poche partite viene relegato a riserva di Hysaj. Da questo momento in poi non è più titolare, ma ha modo di mettersi in luce nelle coppe. Il 5 novembre 2015 trova il primo gol in Europa League contro il Midtjylland, match valido per la fase a gironi. Il 19 dicembre 2017, in occasione dell'ottavo di finale di Coppa Italia contro l'Udinese, tocca quota 300 presenze con la maglia del Napoli.
In scadenza di contratto, il 20 maggio 2018, prima dell'ultima partita di campionato contro il Crotone, saluta i tifosi allo stadio San Paolo; in dieci stagioni a Napoli ha collezionato complessivamente 308 presenze e 23 gol, vincendo tre trofei.

##### Benevento
Il 6 luglio 2018 firma da svincolato per il Benevento, appena retrocesso in Serie B. Subito nominato capitano della squadra, il successivo 21 settembre torna a segnare una rete, siglando la prima marcatura nella vittoria per 4-0 contro la Salernitana.
Nella stagione 2019-2020 ottiene, con la maglia beneventana, la massima serie, tornandoci così dopo due anni di assenza. Il 29 ottobre successivo torna, dopo più di dieci anni, a segnare un gol in Coppa Italia, nella sconfitta interna per 2-4 contro l'Empoli.
Il 1º febbraio 2021, dopo aver collezionato 8 presenze nel campionato di Serie A 2020-2021, risolve il proprio contratto con il Benevento.

##### Lecce, ritorno a Vicenza e ritiro
Il 1º febbraio 2021 si accasa al Lecce. Esordisce con i salentini quattro giorni dopo, nella gara casalinga persa per 1-2 contro l'Ascoli; il 27 dello stesso mese realizza il suo primo gol in maglia giallorossa, nella gara pareggiata per 1-1 sul campo del Pescara, diventando così il più anziano marcatore nella storia del club.
Svincolatosi a fine stagione dal club salentino, dopo alcuni mesi d'inattività, in cui valuta la possibilità del ritiro dall'attività agonistica, il 21 febbraio 2022 viene ingaggiato dal L.R. Vicenza, in Serie B, tornando così a giocare per il club berico dopo diciannove anni. Ad aprile consegue il diploma da direttore sportivo. Il 12 maggio sigla il gol della vittoria per 1-0 contro il Cosenza nell'andata del play-out, tornando a segnare con i biancorossi dopo vent'anni, nonostante ciò il club berico perde il ritorno per 2-0 in Calabria e retrocede in C.
Il 1º luglio 2022 annuncia il ritiro dal calcio giocato.

#### Nazionale

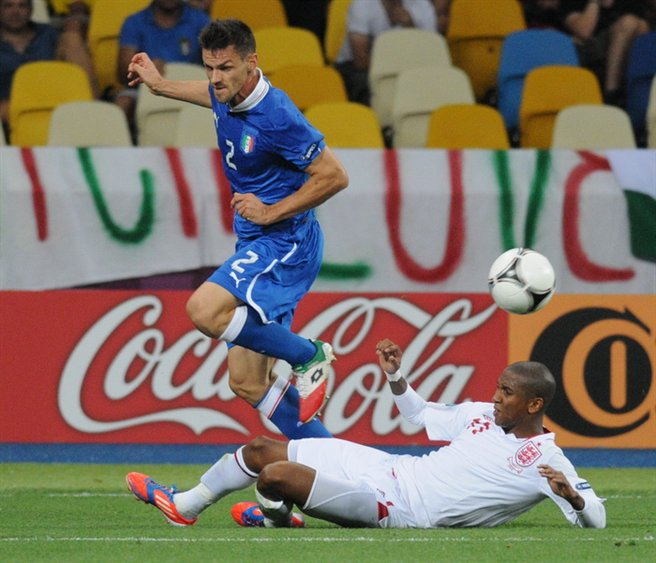
Maggio in azione contro l' nei quarti di finale del

Conta 5 presenze e 1 gol con l'Under 18, e 24 presenze (3 gol) con l'Under 20. Nel 2002 partecipa al Torneo di Tolone, classificandosi al secondo posto dietro il Brasile di Adriano e Rubinho. In Under 21, invece, ha collezionato solo 3 convocazioni con 2 presenze.
Dopo le ottime prestazioni di Maggio durante la primavera del 2008, viene ipotizzata dalla stampa e dagli osservatori una sua convocazione in nazionale per il campionato d'Europa 2008 in Austria e Svizzera, ma il commissario tecnico Roberto Donadoni non lo include tra i convocati, provocando la delusione del calciatore.
Il 5 ottobre 2008 ottiene la sua prima convocazione in nazionale maggiore da parte del nuovo selezionatore Marcello Lippi, in occasione del doppio impegno contro Bulgaria e Montenegro per le qualificazioni al campionato del mondo 2010, senza però scendere in campo. Esordisce infine il 19 novembre 2008, a 26 anni, nella partita amichevole Grecia-Italia (1-1) disputata ad Atene, nella quale subentra nel corso del match a Camoranesi. Il 18 novembre 2009, nell'amichevole di Cesena contro la Svezia, viene schierato per la prima volta in campo dal primo minuto. Viene inserito nella lista dei convocati per la fase finale del mondiale 2010 in Sudafrica. Debutta nella massima manifestazione internazionale il 24 giugno nella terza e ultima partita della fase a gironi contro la Slovacchia, subentrando nell'intervallo a Criscito; la partita, terminata 3-2 per la selezione mitteleuropea, determina l'eliminazione dell'Italia dalla competizione.
In seguito a un breve periodo che l'ha visto fuori dal giro della nazionale, il 6 febbraio 2011 torna in azzurro per volere del nuovo commissario tecnico Cesare Prandelli, in vista dell'impegno amichevole contro la Germania a Dortmund. Rientrato stabilmente nel giro azzurro, viene convocato per il campionato d'Europa 2012. Esordisce a Danzica, il 10 giugno nella partita pareggiata 1-1 contro la Spagna. Gioca titolare anche contro la Croazia, mentre subentra al 90' nel quarto di finale vinto ai rigori contro l'Inghilterra. Gli azzurri riescono ad arrivare in finale, dove cedono 4-0 contro la Spagna.
Il 3 giugno 2013 viene inserito da Prandelli nella lista dei 23 calciatori convocati per la Confederations Cup 2013. Esordisce a Recife nella seconda sfida della fase a gironi contro il Giappone, giocando poi titolare la semifinale persa contro la Spagna e la finale per il terzo posto vinta contro l'Uruguay. In seguito prende parte ad altre cinque partite della nazionale: l'ultima presenza avviene il 5 marzo 2014 a Madrid in Spagna-Italia (1-0), partita della quale Maggio gioca solo il primo tempo. Fa poi parte dei 30 pre-convocati per il campionato del mondo 2014 in Brasile, ma il 1º giugno 2014 viene escluso dalla lista definitiva.
Il 18 marzo 2015 annuncia l'addio alla maglia azzurra.

### Dopo il ritiro
Dopo il ritiro, Maggio diventa opinionista di DAZN.

### Allenatore
Nell'ottobre del 2023, poco dopo aver conseguito la licenza da allenatore UEFA B, viene nominato collaboratore tecnico di Enrico Battisti, CT della nazionale italiana Under-15.
Dal 2023 al 2025 ricopre il ruolo di vice di Carmine Nunziata nella nazionale Under-21 italiana e, il 17 luglio 2025, viene inserito con lo stesso ruolo nello staff della nazionale Under-19 italiana del neo ct Alberto Bollini.

## Statistiche

### Presenze e reti nei club
Statistiche aggiornate al 12 maggio 2022.
| Stagione          | Squadra           | Campionato        | Campionato | Campionato | Coppe nazionali | Coppe nazionali | Coppe nazionali | Coppe europee | Coppe europee | Coppe europee | Altre coppe | Altre coppe | Altre coppe | Totale | Totale |
| Stagione          | Squadra           | Comp              | Pres       | Reti       | Comp            | Pres            | Reti            | Comp          | Pres          | Reti          | Comp        | Pres        | Reti        | Pres   | Reti   |
| ----------------- | ----------------- | ----------------- | ---------- | ---------- | --------------- | --------------- | --------------- | ------------- | ------------- | ------------- | ----------- | ----------- | ----------- | ------ | ------ |
| 2000-2001         | Vicenza           | A                 | 6          | 0          | CI              | 0               | 0               | -             | -             | -             | -           | -           | -           | 6      | 0      |
| 2001-2002         | Vicenza           | B                 | 26         | 1          | CI              | 1               | 0               | -             | -             | -             | -           | -           | -           | 27     | 1      |
| 2002-2003         | Vicenza           | B                 | 5          | 0          | CI              | 2               | 0               | -             | -             | -             | -           | -           | -           | 7      | 0      |
| 2003-2004         | Fiorentina        | B                 | 40+2       | 1+0        | CI              | 0               | 0               | -             | -             | -             | -           | -           | -           | 42     | 1      |
| 2004-2005         | Fiorentina        | A                 | 13         | 1          | CI              | 7               | 1               | -             | -             | -             | -           | -           | -           | 20     | 2      |
| 2005-gen. 2006    | Fiorentina        | A                 | 3          | 0          | CI              | 2               | 0               | -             | -             | -             | -           | -           | -           | 5      | 0      |
| Totale Fiorentina | Totale Fiorentina | Totale Fiorentina | 56+2       | 2          |                 | 9               | 1               |               | -             | -             |             | -           | -           | 67     | 3      |
| gen.-giu. 2006    | Treviso           | A                 | 11         | 0          | CI              | 0               | 0               | -             | -             | -             | -           | -           | -           | 11     | 0      |
| 2006-2007         | Sampdoria         | A                 | 31         | 2          | CI              | 6               | 0               | -             | -             | -             | -           | -           | -           | 37     | 2      |
| 2007-2008         | Sampdoria         | A                 | 29         | 9          | CI              | 2               | 0               | I+CU          | 2+1           | 1+0           | -           | -           | -           | 34     | 10     |
| Totale Sampdoria  | Totale Sampdoria  | Totale Sampdoria  | 60         | 11         |                 | 8               | 0               |               | 3             | 1             |             | -           | -           | 71     | 12     |
| 2008-2009         | Napoli            | A                 | 23         | 4          | CI              | 1               | 0               | I+CU          | 2+3           | 0+1           | -           | -           | -           | 29     | 5      |
| 2009-2010         | Napoli            | A                 | 34         | 5          | CI              | 2               | 1               | -             | -             | -             | -           | -           | -           | 36     | 6      |
| 2010-2011         | Napoli            | A                 | 33         | 4          | CI              | 2               | 0               | UEL           | 9             | 0             | -           | -           | -           | 44     | 4      |
| 2011-2012         | Napoli            | A                 | 33         | 3          | CI              | 5               | 0               | UCL           | 7             | 0             | -           | -           | -           | 45     | 3      |
| 2012-2013         | Napoli            | A                 | 31         | 4          | CI              | 0               | 0               | UEL           | 3             | 0             | SI          | 1           | 0           | 35     | 4      |
| 2013-2014         | Napoli            | A                 | 22         | 0          | CI              | 4               | 0               | UCL+UEL       | 5+2           | 0             | -           | -           | -           | 33     | 0      |
| 2014-2015         | Napoli            | A                 | 29         | 0          | CI              | 1               | 0               | UCL+UEL       | 2+7           | 0             | SI          | 1           | 0           | 40     | 0      |
| 2015-2016         | Napoli            | A                 | 8          | 0          | CI              | 1               | 0               | UEL           | 6             | 1             | -           | -           | -           | 15     | 1      |
| 2016-2017         | Napoli            | A                 | 7          | 0          | CI              | 3               | 0               | UCL           | 1             | 0             | -           | -           | -           | 11     | 0      |
| 2017-2018         | Napoli            | A                 | 13         | 0          | CI              | 1               | 0               | UCL+UEL       | 4+2           | 0             | -           | -           | -           | 20     | 0      |
| Totale Napoli     | Totale Napoli     | Totale Napoli     | 233        | 20         |                 | 20              | 1               |               | 53            | 2             |             | 2           | 0           | 308    | 23     |
| 2018-2019         | Benevento         | B                 | 16+2       | 2+0        | CI              | 2               | 0               | -             | -             | -             | -           | -           | -           | 20     | 2      |
| 2019-2020         | Benevento         | B                 | 34         | 3          | CI              | 1               | 0               | -             | -             | -             | -           | -           | -           | 35     | 3      |
| 2020-gen. 2021    | Benevento         | A                 | 8          | 0          | CI              | 1               | 1               | -             | -             | -             | -           | -           | -           | 9      | 1      |
| Totale Benevento  | Totale Benevento  | Totale Benevento  | 58+2       | 5          |                 | 4               | 1               |               | -             | -             |             | -           | -           | 64     | 6      |
| gen.-giu. 2021    | Lecce             | B                 | 17+2       | 3+0        | CI              | -               | -               | -             | -             | -             | -           | -           | -           | 19     | 3      |
| feb.-giu. 2022    | L.R. Vicenza      | B                 | 12+1       | 0+1        | CI              | -               | -               | -             | -             | -             | -           | -           | -           | 13     | 1      |
| Totale Vicenza    | Totale Vicenza    | Totale Vicenza    | 49+1       | 1+1        |                 | 3               | 0               |               | -             | -             |             | -           | -           | 53     | 2      |
| Totale carriera   | Totale carriera   | Totale carriera   | 471        | 43         |                 | 44              | 3               |               | 56            | 3             |             | 2           | 0           | 593    | 49     |

### Cronologia presenze e reti in nazionale
| Cronologia completa delle presenze e delle reti in nazionale ― Italia | Cronologia completa delle presenze e delle reti in nazionale ― Italia | Cronologia completa delle presenze e delle reti in nazionale ― Italia | Cronologia completa delle presenze e delle reti in nazionale ― Italia | Cronologia completa delle presenze e delle reti in nazionale ― Italia | Cronologia completa delle presenze e delle reti in nazionale ― Italia | Cronologia completa delle presenze e delle reti in nazionale ― Italia | Cronologia completa delle presenze e delle reti in nazionale ― Italia |
| Data                                                                  | Città                                                                 | In casa                                                               | Risultato                                                             | Ospiti                                                                | Competizione                                                          | Reti                                                                  | Note                                                                  |
| --------------------------------------------------------------------- | --------------------------------------------------------------------- | --------------------------------------------------------------------- | --------------------------------------------------------------------- | --------------------------------------------------------------------- | --------------------------------------------------------------------- | --------------------------------------------------------------------- | --------------------------------------------------------------------- |
| 19-11-2008                                                            | Atene                                                                 | Grecia                                                                | 1 – 1                                                                 | Italia                                                                | Amichevole                                                            | -                                                                     | 60’                                                                   |
| 18-11-2009                                                            | Cesena                                                                | Italia                                                                | 1 – 0                                                                 | Svezia                                                                | Amichevole                                                            | -                                                                     | 46’                                                                   |
| 3-3-2010                                                              | Monaco                                                                | Italia                                                                | 0 – 0                                                                 | Camerun                                                               | Amichevole                                                            | -                                                                     |                                                                       |
| 3-6-2010                                                              | Bruxelles                                                             | Italia                                                                | 1 – 2                                                                 | Messico                                                               | Amichevole                                                            | -                                                                     | 63’                                                                   |
| 5-6-2010                                                              | Ginevra                                                               | Svizzera                                                              | 1 – 1                                                                 | Italia                                                                | Amichevole                                                            | -                                                                     |                                                                       |
| 24-6-2010                                                             | Johannesburg                                                          | Slovacchia                                                            | 3 – 2                                                                 | Italia                                                                | Mondiali 2010 - 1º turno                                              | -                                                                     | 46’                                                                   |
| 9-2-2011                                                              | Dortmund                                                              | Germania                                                              | 1 – 1                                                                 | Italia                                                                | Amichevole                                                            | -                                                                     | 53’                                                                   |
| 25-3-2011                                                             | Lubiana                                                               | Slovenia                                                              | 0 – 1                                                                 | Italia                                                                | Qual. Euro 2012                                                       | -                                                                     |                                                                       |
| 29-3-2011                                                             | Kiev                                                                  | Ucraina                                                               | 0 – 2                                                                 | Italia                                                                | Amichevole                                                            | -                                                                     | 46’                                                                   |
| 3-6-2011                                                              | Modena                                                                | Italia                                                                | 3 – 0                                                                 | Estonia                                                               | Qual. Euro 2012                                                       | -                                                                     |                                                                       |
| 10-8-2011                                                             | Bari                                                                  | Italia                                                                | 2 – 1                                                                 | Spagna                                                                | Amichevole                                                            | -                                                                     |                                                                       |
| 2-9-2011                                                              | Tórshavn                                                              | Fær Øer                                                               | 0 – 1                                                                 | Italia                                                                | Qual. Euro 2012                                                       | -                                                                     |                                                                       |
| 7-10-2011                                                             | Belgrado                                                              | Serbia                                                                | 1 – 1                                                                 | Italia                                                                | Qual. Euro 2012                                                       | -                                                                     | 28’                                                                   |
| 15-11-2011                                                            | Roma                                                                  | Italia                                                                | 0 – 1                                                                 | Uruguay                                                               | Amichevole                                                            | -                                                                     |                                                                       |
| 29-2-2012                                                             | Genova                                                                | Italia                                                                | 0 – 1                                                                 | Stati Uniti                                                           | Amichevole                                                            | -                                                                     | 71’                                                                   |
| 1-6-2012                                                              | Zurigo                                                                | Italia                                                                | 0 – 3                                                                 | Russia                                                                | Amichevole                                                            | -                                                                     |                                                                       |
| 10-6-2012                                                             | Danzica                                                               | Spagna                                                                | 1 – 1                                                                 | Italia                                                                | Euro 2012 - 1º turno                                                  | -                                                                     | 89’                                                                   |
| 14-6-2012                                                             | Poznań                                                                | Italia                                                                | 1 – 1                                                                 | Croazia                                                               | Euro 2012 - 1º turno                                                  | -                                                                     |                                                                       |
| 24-6-2012                                                             | Kiev                                                                  | Inghilterra                                                           | 0 – 0 dts (2 - 4 dtr)                                                 | Italia                                                                | Euro 2012 - Quarti di finale                                          | -                                                                     | 90’ 90+3’                                                             |
| 7-9-2012                                                              | Sofia                                                                 | Bulgaria                                                              | 2 – 2                                                                 | Italia                                                                | Qual. Mondiali 2014                                                   | -                                                                     |                                                                       |
| 12-10-2012                                                            | Erevan                                                                | Armenia                                                               | 1 – 3                                                                 | Italia                                                                | Qual. Mondiali 2014                                                   | -                                                                     |                                                                       |
| 14-11-2012                                                            | Parma                                                                 | Italia                                                                | 1 – 2                                                                 | Francia                                                               | Amichevole                                                            | -                                                                     |                                                                       |
| 21-3-2013                                                             | Ginevra                                                               | Brasile                                                               | 2 – 2                                                                 | Italia                                                                | Amichevole                                                            | -                                                                     | 78’                                                                   |
| 31-5-2013                                                             | Bologna                                                               | Italia                                                                | 4 – 0                                                                 | San Marino                                                            | Amichevole                                                            | -                                                                     | 76’                                                                   |
| 11-6-2013                                                             | Rio de Janeiro                                                        | Haiti                                                                 | 2 – 2                                                                 | Italia                                                                | Amichevole                                                            | -                                                                     |                                                                       |
| 19-6-2013                                                             | Recife                                                                | Italia                                                                | 4 – 3                                                                 | Giappone                                                              | Conf. Cup 2013 - 1º turno                                             | -                                                                     | 59’                                                                   |
| 22-6-2013                                                             | Salvador                                                              | Italia                                                                | 2 – 4                                                                 | Brasile                                                               | Conf. Cup 2013 - 1º turno                                             | -                                                                     | 30’                                                                   |
| 27-6-2013                                                             | Fortaleza                                                             | Spagna                                                                | 0 – 0 dts (7-6 dtr)                                                   | Italia                                                                | Conf. Cup 2013 - Semifinale                                           | -                                                                     |                                                                       |
| 30-6-2013                                                             | Salvador                                                              | Uruguay                                                               | 2 – 2 dts (2-3 dtr)                                                   | Italia                                                                | Conf. Cup 2013 - Finale 3º posto                                      | -                                                                     |                                                                       |
| 14-8-2013                                                             | Roma                                                                  | Italia                                                                | 1 – 2                                                                 | Argentina                                                             | Amichevole                                                            | -                                                                     | 72’                                                                   |
| 6-9-2013                                                              | Palermo                                                               | Italia                                                                | 1 – 0                                                                 | Bulgaria                                                              | Qual. Mondiali 2014                                                   | -                                                                     | 80’                                                                   |
| 10-9-2013                                                             | Torino                                                                | Italia                                                                | 2 – 1                                                                 | Rep. Ceca                                                             | Qual. Mondiali 2014                                                   | -                                                                     |                                                                       |
| 18-11-2013                                                            | Londra                                                                | Italia                                                                | 2 – 2                                                                 | Nigeria                                                               | Amichevole                                                            | -                                                                     |                                                                       |
| 5-3-2014                                                              | Madrid                                                                | Spagna                                                                | 1 – 0                                                                 | Italia                                                                | Amichevole                                                            | -                                                                     | 46’                                                                   |
| Totale                                                                |                                                                       | Presenze                                                              | 34                                                                    |                                                                       | Reti                                                                  | 0                                                                     |                                                                       |

## Palmarès

### Club
- Coppa Italia: 2

Napoli: 2011-2012, 2013-2014
- Supercoppa italiana: 1

Napoli: 2014
- Campionato italiano di Serie B: 1

Benevento: 2019-2020

### Nazionale
- Torneo Quattro Nazioni: 1

2001-2002

### Individuale
- Gran Galà del calcio AIC: 3

Squadra dell'anno: 2011, 2012, 2013